# Dorath Pinto Uchôa
Dorath Pinto Uchôa (1 de noviembre de 1947–28 de marzo de 2014) fue una arqueóloga brasileña y una de las ideólogas de la Sociedad de Arqueología Brasileña. Su foco de investigaciones siempre ha sido las ocupaciones humanas prehistóricas litoraleñas, más específicamente los montículos de caparazones y conchas; conchales, o sambaquis, en el Estado de São Paulo.

## Biografía
En 1967, obtuvo una licenciatura en Geografía por la Pontificia Universidad Católica de São Paulo, y en 1972 el título de maestría en Historia, y por último el de doctorado en Antropología, Arqueología, y Etnología, en 1973, ambos por la Universidad de São Paulo, realizando la defensa de la tesis: Arqueología de Piaçaguera e Tenório: Análise de dois tipos de sítios pré-cerãmicos de Litoral Paulista.
En toda su formación como arqueóloga, trabajó con sambaquis localizados en Piaçaguera, cerca del municipio de Cubatão, a 12 km del puerto de Santos. Parte de su vida profesional estuvo asociada al extinto Instituto de Pré-História, pasando posteriormente a desarrollar actividades académicas con el cargo de profesora del Museo de Arqueología y Etnología de la Universidad de São Paulo.

## Algunas publicaciones científicas

### Libros
- Clássicos da Arqueologia. Erechim, RS: Habilis. 224 pp. 2007

- Arqueologia de Piaçagüera e Tenório: análise de dois tipos de sítios pré-cerâmicos do litoral paulista. Clássicos da Arqueologia. Editor Habilis, 221 pp. 2007

- O sítio arqueológico Mar Virado, Ubatuba: relatório. Editor Museu de Arqueologia e Etnologia, 32 pp. 1999

- Demografia esqueletal dos construtores do sambaqui de Piaçaguera, São Paulo, Brasil. Vol. 1.230 pp. ed. São Paulo: Grafons, 1988

### Artículos
- Ilha do Mar Virado: um estudo de um sítio arqueológico no litoral do Estado de São Paulo. CLIO. Série Arqueológica (UFPE), vol. 24, pp. 7-40, 2009.

- Presença de Fungos na dentina humana: implicaçãoes arqueológicas e forenses. Rev. de Odontologia da Pós Graduação da Faculdade de Odontologia da Usp, São Paulo, vol. 11, N.º 3, 2004

- Estimativa da idade através da análise do desgaste oclusal em molares de remanescentes esqueléticos arqueológicos brasileiros. RPG. Rev. de Pós-Graduação (USP), São Paulo, vol. 11, N.º. 3, 2004

- A Ilha Comprida e o Litoral de Cananéia sob a ótica arqueológica e geoambiental. Revista Clio Arqueológica, UFPE -Recife, vol. 1, N.º. 15, 2002

- Fungal infiltration in the human dentine: archaeology and forensic implications (poster). 14th European Meeting of the Paleopathology Association, Coímbra, pp. 116-116, 2002

- Estimativa de idade em remanescentes esqueléticos arqueológicos pela análise do desgaste oclusal em molares. Pesquisa Odontológica Brasileira, São Paulo, vol. 16, pp. 86-86, 2002

- A Ilha Comprida e o Litoral de Cananéia sob a ótica arqueológica e geoambiental. Rev. Clio Arqueológica, UFPE -Recife, vol. 1, N.º. 15, 2002

- Presença de fungos na dentina humana: possíveis implicações arqueológicas e forenses. RPG. Rev. de Pós-Graduação (USP), São Paulo, vol. 8, pp. 260-260, 2001

- Hiperosteose Porosa Em Cranios de Indios e Mulatos do Sudeste Brasileiro: Correlacao Entre As Lesoes Na Calvaria e Na Orbita. Revista do Museu de Arqueologia e Etnologia, 1996

- Coletores-pescadores do Litoral Meridional Brasileiro. Revista de Pré História, Sãao Paulo, vol. 6, pp. 103-106, 1984

## Honores
- 2000: homenaje por parte del CONSELHO NACIONAL DE MULHERES DO BRASIL: Arqueología

- 1997: homenaje por parte del INSTITUTO DE PRÉ-HISTÓRIA, por los relevantes servicios prestados

- 1996: medalla del Gobierno Municipal de Cubatão. Semana del Ambiente

- 1995: placa - Madre - Homenaje de la Sociedad de Arqueología Brasileña, como su ideóloga y fundadora[6]

- 1988: medalla Martin Afonso de Souza, homenaje por los relevantes servicios prestados al Municipio. Instituto Histórico y Geográfico de Bertioga